# Drnovk
Drnovk – wieś w Słowenii, w gminie Brda. W 2018 roku liczyła 137 mieszkańców.